# Сбор данных

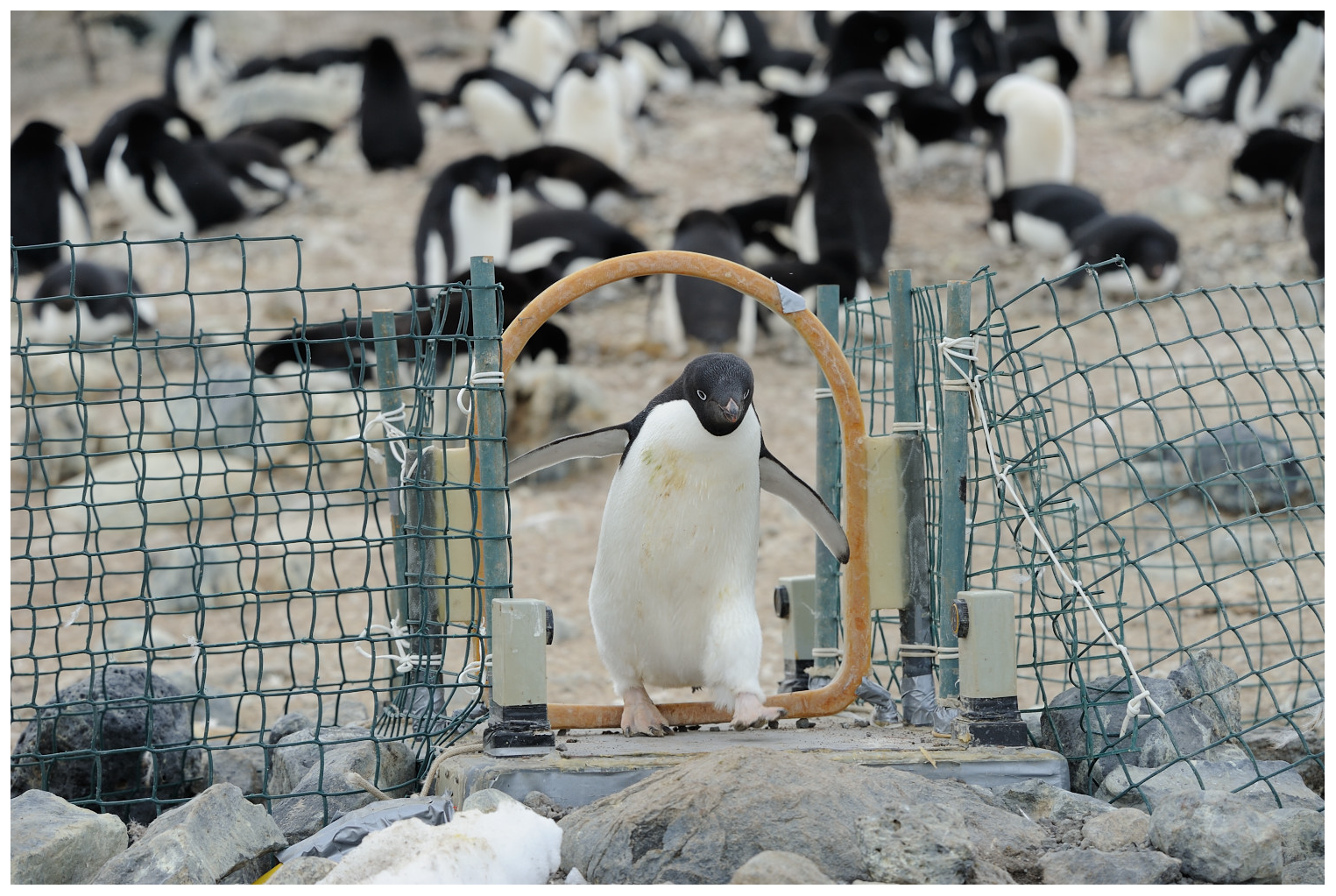
Пример сбора данных в биологии: Пингвины Адели распознаются и взвешиваются каждый раз, когда они пересекают автоматические весы на пути от или к морю.

Сбор данных — это процесс сбора информации и измерения целевых показателей в сложившейся системе, который впоследствии позволяет ответить на актуальные вопросы и оценить полученные результаты. Сбор данных является частью исследований во всех областях познания, включая физику, общественные науки, гуманитарные науки и бизнес. Хотя методы различны для разных дисциплин, упор на обеспечение точной и правдивой информации остаётся тем же самым. Целью всего сбора данных служит получение свидетельства о качестве данных, что позволяет при анализе дать убедительные и надёжные ответы на поставленные вопросы.

## Важность
Независимо от области изучения или предпочтений при определении данных (качественных или количественных), тщательный сбор данных является существенной составляющей для целостности исследования. Выбор подходящих инструментов сбора данных (существующие, модифицированные или специально разработанные), а также ясно определённые инструкции по правильному применению инструментов сокращают возможность возникновения ошибок.
Формальный процесс сбора данных необходим, поскольку это обеспечивает определённость, точность полученных данных и верность выводов, основанных на этих данных. Процесс сбора обеспечивает как точку отсчёта для измерений, так и некоторые указания, которые можно улучшить.

## Эффект от неверных данных
Следствием неправильно собранных данных может быть:
- Невозможность точно ответить на вопросы исследования;
- Невозможность повторить и проверить исследование.

Искажённые результаты приводят к растрате ресурсов и могут повести других исследователей в бесполезном направлении поиска. Это может также дискредитировать решения, например, в области государственной политики, что может вызвать несоразмерный урон.